# ماهی پوزه‌اردکی شالیزار
ماهی پوزه‌اردکی شالیزار (نام علمی: Adrianichthys kruyti) نام یک گونه از تیره ماهی شالیزار است.